# N-fasis
Joel García Domínguez (Santo Domingo, República Dominicana; 25 de mayo de 1988), conocido simplemente como N-fasis o Nfasis, es un compositor y rapero dominicano, que interpreta comedy hip hop. Alcanzó notoriedad con el tema de reguetón «Lento» y «Tra Tra». Ha ganado cuatro Discos de Oro y un Disco Platino.

## Reseña biográfica

### Inicios
Empezó a componer desde temprana edad, pero su primer tema salió a la luz en 2006 junto a su hermano Israel. Sin embargo, al no conseguir apoyo con ese primer intento, ambos decidieron dejar la actividad musical. En el 2012 cuando su promotora musical de ese entonces, lo invitó a retomar la música, y es ahí cuando toma la decisión comenzar formalmente su carrera profesional.

## Carrera musical

### 2014 - presente: Primeros lanzamientos, polémicas y éxito regional
Antes del actual fenómeno artístico y cultural conocido como "Tokischa", Nfasis fue el primer artista dominicano de género urbano conocido en publicar música completamente polémica por sus letras de carácter altamente explícito en una época más conservadora y menos permisiva en el país, además de mostrar un estilismo desenfadado nada parecido a lo comúnmente artístico.
Tras componer música rap en sus inicios, en el 2014, su carrera musical experimentó un cambio repentino cuando empezó a interpretar canciones de alto contenido controversial y explícito. Los medios de comunicación no se hicieron esperar, pero luego esto generó un efecto adverso, pues, en lugar de frenar la ola de impacto de las canciones, lo que causó fue un efecto straisand que lo llevó a conseguir pegada regional.
Para el año 2015, N-Fasis fue incluido en la resolución emitida por La Comisión Nacional de Espectáculos Públicos y Radiofonía (CNEPR) de la República Dominicana, en donde se informó mediante la Resolución 01-15 que entraría en veda la propagación en público de una serie de temas musicales, extendiendo esta aplicación en todas las emisoras de radio y canales de televisión. Dicha resolución abarcó también la prohibición de 7 temas musicales de N-fasis, entre ellos: “Te amo antes de venirme”, “Cuando yo welia”, “Mariconiemo”, “Mama…”, “La yerba y el perico”, “El golpe de la perra bizca” y “Como quiera tá". En ese entonces, Calle 13 y Nfasis encabezaron la lista de censuras con nueve y siete, respectivamente, siendo estos los artistas con mayor cantidad de temas prohibidos en República Dominicana.
Posteriormente, reveló al periódico Listín Diario, que cambiaría sus letras debido a que su hija cantó un tema de él mismo y desde ese momento decidió cambiar.  Además, agregó: que reconoce que los fanáticos imitan lo que cantan sus artistas preferidos, y qué, por su influencia en las redes había decidido limpiar sus letras. Luego de estas declaraciones, revolucionó su carrera limpiando sus versos. Más tarde declaró en otra entrevista. “que fue el primer artista urbano dominicano en ser sancionado por la Comisión de Espectáculos Públicos y Radiofonía con siete canciones al mismo tiempo”.
A pesar de las censuras, ya su música había influenciado una generación. Para el 2017, el artista puertorriqueño Guaynaa, decidió hacer una canción de perreo inspirado en «Lento» de Nfasis, siendo compuesta en sólo veinte minutos. La canción, nombrada «Rebota», logró notoriedad a nivel internacional; revelando que una vez terminada, el productor le comentó que sería un éxito. Años más tarde salió a relucir que una compañía multinacional habría pagado a Nfasis 30 millones de pesos dominicanos por 14 temas suyos.
Tiempo después N-fasis se adentró en la industria del cine, donde tuvo su primera aparición en el largometraje "Todas las mujeres son Iguales", siendo el mismo. Obra del guionista y productor dominicano David Maler. Además de la actuación, su música, la canción «Lento» estuvo como parte del banda sonora de la producción. Misma que en 2019 obtuvo su primer Disco de oro y acompañó el performance de Jennifer Lopez durante el Super Bowl LIV halftime show en el momento en que se le unió en el escenario J Balvin, quien interpretó «Lento» de Nfasis, «Qué calor» y «Mi gente», que se mezclaron con las canciones de López "Booty", "El anillo" y "Love Don't Cost a Thing". (La  aparición auditiva de “Lento” ocurrió en un lapso de 20 segundos que partieron desde los 10 minutos hasta los 10:20 segundos durante la transmisión del medio tiempo). En el 2021 esta canción, "Lento" ganó un segundo Disco de Oro y su primer Disco Platino. Mientras que, "Tra Tra" recibió su primer Disco de Oro. Esta canción "Tra Tra" dio pie a la viralización del "Ahi Challenge " en Tik Tok. Mientras que, en ese año su música llegó hasta Netflix para formar parte de la banda sonora de la comedia mexicana "Guerra de Vecinos" audible en el Episodio 4 de la primera temporada de la serie creada por la guionista Carolina Rivera y el productor de cine Fernando Sariñana.
Posteriormente en 2022 recibió el cuarto Disco de Oro , esta vez certificado por la Asociación Mexicana de Productores de Fonogramas y Videogramas Amprofon. En el mismo año, durante el mes de noviembre la canción "Tra Tra extended mix", ocupó el primer lugar del top chart Beatport.

## Vida personal
Actualmente esta casado con la venezolana Diana Vargas. Su boda causó controversias debido a la forma en que  Nfasis llegó vestido, en donde contrario a la temática, la ocasión y a la novia vistió un t-shirt blanco, bermudas jeans y unas sandalias con medias hasta las rodillas de "traje" para acompañar a su esposa al altar.

## Discografía

### Sencillos
- · La Yerba y el Perico – 2014
- · Lo que siento por ti – 2014
- · Te amo antes de venirme – 2015
- · Etapa de los Hombres – 2015
- · Cuidese que usted no viaja - 2015
- Taka Taka - 2015
- · Engorilao - 2016
- · Yompialo - 2016
- · Lento - 2017
- · Odebretch - 2017
- · Como Shakira - 2017
- · Tra Tra - 2017
- · Bate que Bate – 2018
- · Gallina y Avestruces - 2018
- · El Golpe de la Perra Vica - 2018
- · Una vaina encima - 2020

### Álbumes
- Reggaeton Latino y Mas – 2017
- Reggaeton y Perreo a Fuego-2021

### Colaboraciones

#### Internacionales
- “Loco pero Millonario” junto a Bad Bunny
- “Súbelo y Bájalo” junto a Gianluca Vacchi.
- “Tu Perro Jau” junto a Jon Z, entre otras.
- “Pal de Velitas Remix” junto a Farruko, J Álvarez, El Alfa, Arcángel, entre otros.
- “Capea El Dough 2K14” junto a Arcángel, entre otros.
- “No Me De Cotorra 3 (2014)” junto a J Álvarez, Arcángel (cantante), entre otros.

#### Nacionales
- "Taka Taka” junto a la Materialista
- “Fuiquiti Fuiquiti” junto a los Teke Teke.
- “Asicalao” junto a Ceky Viciny, El Cherry Scom.
- “El Baile Del Robot” junto a Atomic Otro Way, Lírico en la casa.
- “Vibra” junto a Don Miguelo.
- "La Maquinita" junto a Luigui Bleand
- “La Pongo Fina Remix” junto a El Alfa, Químico Ultra Mega entre otros.
- “Paquiti” junto a Asdrubar y César Cordero. (Primer género salsero del Artista)